# Société écran
 (mars 2019).
Si vous disposez d'ouvrages ou d'articles de référence ou si vous connaissez des sites web de qualité traitant du thème abordé ici, merci de compléter l'article en donnant les références utiles à sa vérifiabilité et en les liant à la section « Notes et références ».
Une société écran (au pluriel sociétés écrans) est une société fictive, créée pour dissimuler les transactions financières d'une ou de plusieurs autres sociétés.
Plusieurs buts sont recherchés lors de la création de sociétés écrans, notamment l'évasion fiscale et le blanchiment d'argent.

## Évasion fiscale

### Principe
Pour une société établie dans un pays à haute fiscalité, la création de sociétés écrans permet de faire endosser les bénéfices à une autre société (la société écran), établie, elle, dans un pays à basse fiscalité (paradis fiscal). C'est ce que l'on appelle une évasion fiscale.

### Exemple
Une société établie aux États-Unis (pays à haute imposition sur les bénéfices) veut vendre une marchandise en provenance d'un pays étranger aux États-Unis même. Si elle le fait directement, elle devra payer l'impôt américain sur le bénéfice réalisé.
Pour éviter cela, elle vendra sa marchandise par l'intermédiaire d'une société non résidente, qualifiée en anglais de société offshore, basée dans un paradis fiscal. La société non résidente devient alors une société écran.
Comme la société écran n'est pas basée aux États-Unis, elle n'est pas soumise à l'impôt américain sur les bénéfices, et comme elle est une société offshore, elle n'est pas non plus imposée dans le paradis fiscal, les bénéfices n'étant pas réalisés sur le sol du paradis fiscal (la vente a lieu aux États-Unis).
L'impôt américain sur le revenu des personnes physiques étant nettement moins important que celui sur les bénéfices des personnes morales, les dirigeants de la société américaine s'attribuent un salaire (honoraires, frais de consultation, etc.) tiré des bénéfices de la société écran.

## Blanchiment d'argent
Le but est de remettre dans le circuit légal, les liquidités issues d'activités illégales (trafics, etc.).
Contrairement à l'évasion fiscale pour laquelle on utilise la fonction « fiscale » souple de certains pays, le blanchiment utilise la fonction « juridique ». Par fonction juridique souple, on entend, entre autres, le secret bancaire, l'absence de lois sur le blanchiment d'argent.

## Régulation

### États-Unis
En 2020, les États-Unis adoptent le Corporate Transparency Act. Cette loi impose aux propriétaires de sociétés écrans de révéler leur identité au Financial Crimes Enforcement Network. Le Trésor et les forces de l’ordre auront accès à ces informations pour lutter contre le blanchiment d'argent et l'évasion fiscale.

### Union européenne
Au niveau européen, la lutte contre les sociétés écrans fait l'objet d'initiatives légales, dans le cadre de la lutte contre les trafics.